# رامون سيلفا
رامون سيلفا (بالإسبانية: Ramón Silva)‏ هو رسام أرجنتيني، ولد في 8 أغسطس 1890 في بوينس آيرس في الأرجنتين، وتوفي بنفس المكان في 17 يونيو 1919.